# جبة قبائلية

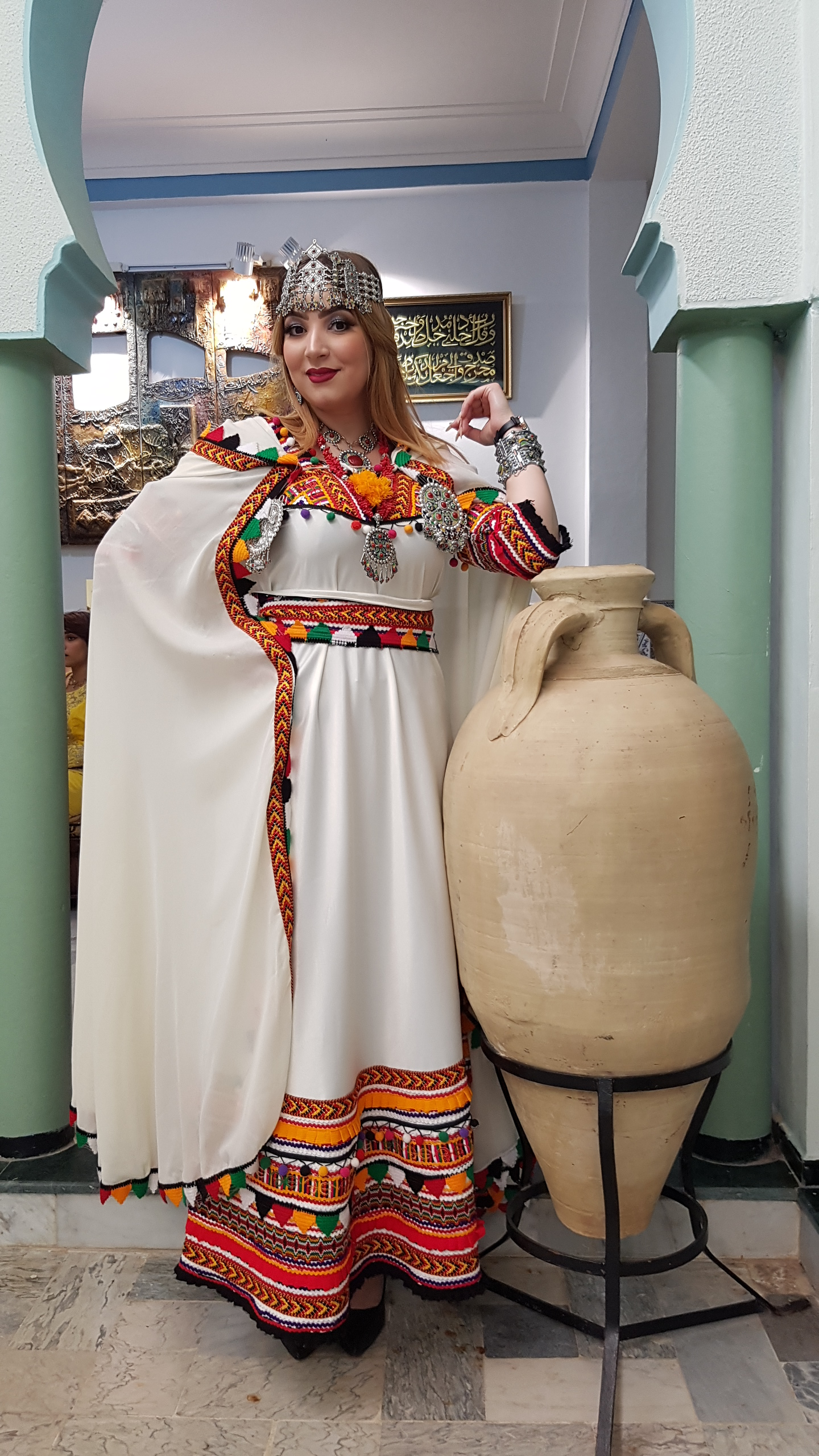
جبة قبائلية عصرية

الجبة القبايلية (بالأمازيغية: Taqendurt n leqbayel ، تقندورث ن لقبايل) هي الزي التقليدي للنساء في منطقة القبائل الكبرى و الصغرى التي تضم ولايات تيزي وزو، وبجاية، والبويرة، وبرج بوعريريج وبومرداس ، وشمال ولاية سطيف بالجزائر، تتميز هذه الجبة بطابعها الفريد الذي يجمع بين الأناقة والرمزية، مما يجعلها قطعة فنية وتراثًا ثقافيًا عريقًا.

## وصف الجبة
تتكون الجبة القبائلية بشكل أساسي من قطعة قماش طويلة تغطي الرأس والجسم، وتصنع عادة من الحرير أو القطن. تتميز بتطريزات يدوية معقدة بألوان زاهية ومتنوعة، مثل الأحمر والأصفر والأخضر والأسود، والتي تعكس الطبيعة الخلابة لمنطقة القبائل. هذه التطريزات تحمل في طياتها رموزًا وأشكالًا هندسية وحيوانية تعبر عن الهوية والثقافة الأمازيغية.

## أهمية الجبة
تمثل الجبة القبائلية رمزًا مهمًا للهوية الثقافية الأمازيغية، حيث تعكس انتماء أفراد المجتمع القبائلي لتراثهم الأصيل. تعتبر هذه الجبة تحفة فنية تبرز مهارات الحرفيات القبائليات في فن التطريز والخياطة، مما يجعلها شاهدًا على تراث ثقافي غني ومتجذر. تُرتدى الجبة القبائلية في المناسبات الخاصة والأعياد، مما يجعلها جزءًا مهمًا من التقاليد الاجتماعية والثقافية في المنطقة. كما تعكس هذه الجبة جوانب من جمال المرأة القبائلية وتُعد رمزًا للقيم المجتمعية والدور الذي تلعبه المرأة في المجتمع القبائلي.

## عناصر الجبة
التطريز: يشكل التطريز العنصر الأبرز في الجبة القبائلية، حيث يغطي معظم سطح القماش بأشكال هندسية وحيوانية متنوعة. تتميز الجبة القبائلية بألوانها الزاهية والتي تعكس الطبيعة المحيطة بالقبائل، مثل اللون الأحمر الذي يرمز إلى الحياة واللون الأزرق الذي يرمز إلى السماء. تصنع الجبة القبائلية من أقمشة عالية الجودة مثل الحرير والقطن، مما يضفي عليها ملمسًا ناعمًا وأناقة خاصة.

## الجبة القبائلية في العصر الحديث
على الرغم من مرور الزمن وتغير الأزياء، إلا أن الجبة القبائلية لا تزال تحتفظ بمكانتها كرمز للهوية والثقافة الأمازيغية. تسعى العديد من الجمعيات والمؤسسات إلى الحفاظ على هذا التراث الغني من خلال تنظيم المعارض والورشات التي تهدف إلى تعليم فنون التطريز والخياطة التقليدية. كما أن المصممين المعاصرين يستلهمون من الجبة القبائلية في تصميم أزياء عصرية تجمع بين التراث والحداثة.